# منكسفة صغيرة
منكسفة صغيرة (الاسم العلمي:Eclipta pusilla) هي نوع من النباتات تتبع جنس المنكسفة من الفصيلة النجمية.